# مرتضی شهرزوری
عبدالله بن قاسم بن مظفّر با کنیهٔ ابومحمد، شهرت‌یافته به مرتضی شهرزوری (آوریل ۱۰۷۳ - ژوئیه ۱۱۱۶) فقیه، محدث، قاضی و شاعر عربی عراقی بود.